# Schizopera brusinae
Schizopera brusinae är en kräftdjursart som beskrevs av Petkovski 1954. Schizopera brusinae ingår i släktet Schizopera och familjen Diosaccidae. Inga underarter finns listade i Catalogue of Life.